# Nikolai Dmitrijewitsch Kisseljow

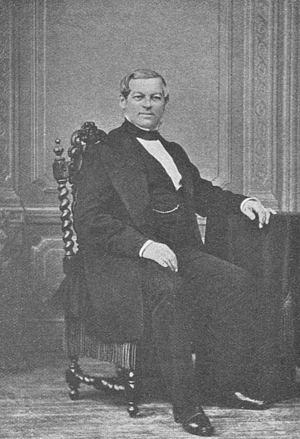
Nikolai Kisseljow
(Photographie um 1850)

Nikolai Dmitrijewitsch Kisseljow (russisch Николай Дмитриевич Киселёв; * 24. April 1802 in Moskau; † 26. November 1869 in Rom) war ein ranghoher russischer Diplomat.

## Leben
Sein älterer Bruder war der russische General Pawel Dmitrijewitsch Kisseljow. Noch unter Zar Alexander I. trat er 1824 in den auswärtigen Dienst. Unter Zar Nikolaus I. wurde Kisseljow u. a. 1826 auf eine Mission nach Persien entsandt, und 1829 zum Botschaftssekretär in Paris ernannt. 1837 bis 1840 in beratender Funktion der Botschaft in London zugeteilt, erhielt er den Rang eines Geschäftsträgers. Ab 1840 wieder in Paris, übernahm er in Abwesenheit von Botschafter Peter von der Pahlen ab 1841 die Leitung der Pariser Mission, akkreditiert als Geschäftsträger bei der Regierung von Louis-Philippe I. 1851 nahm von der Pahlen seinen Abschied, und Kisseljow übernahm den Botschafterstuhl. Die angespannten Beziehungen zwischen Alexander II. und Napoleon III. vor dem Krimkrieg zwangen ihn jedoch Frankreich 1854 zu verlassen.
Nikolai Kisseljow war ab 1856 russischer Botschafter bei Papst Pius IX. in Rom, dann ab 1869 am königlich-italienischen Hof von Viktor Emanuel II. in Florenz (der damaligen Hauptstadt Italiens). Er blieb in diesem Amt bis zu seinem Lebensende.